# 4 nivôse
4 frimaire 4 pluviôse
Le quartidi 4 nivôse, officiellement dénommé jour du soufre, est le 94e jour de l'année du calendrier républicain.
C'était généralement le 24e jour du mois de décembre dans le calendrier grégorien.